# Agnes Smith Lewis

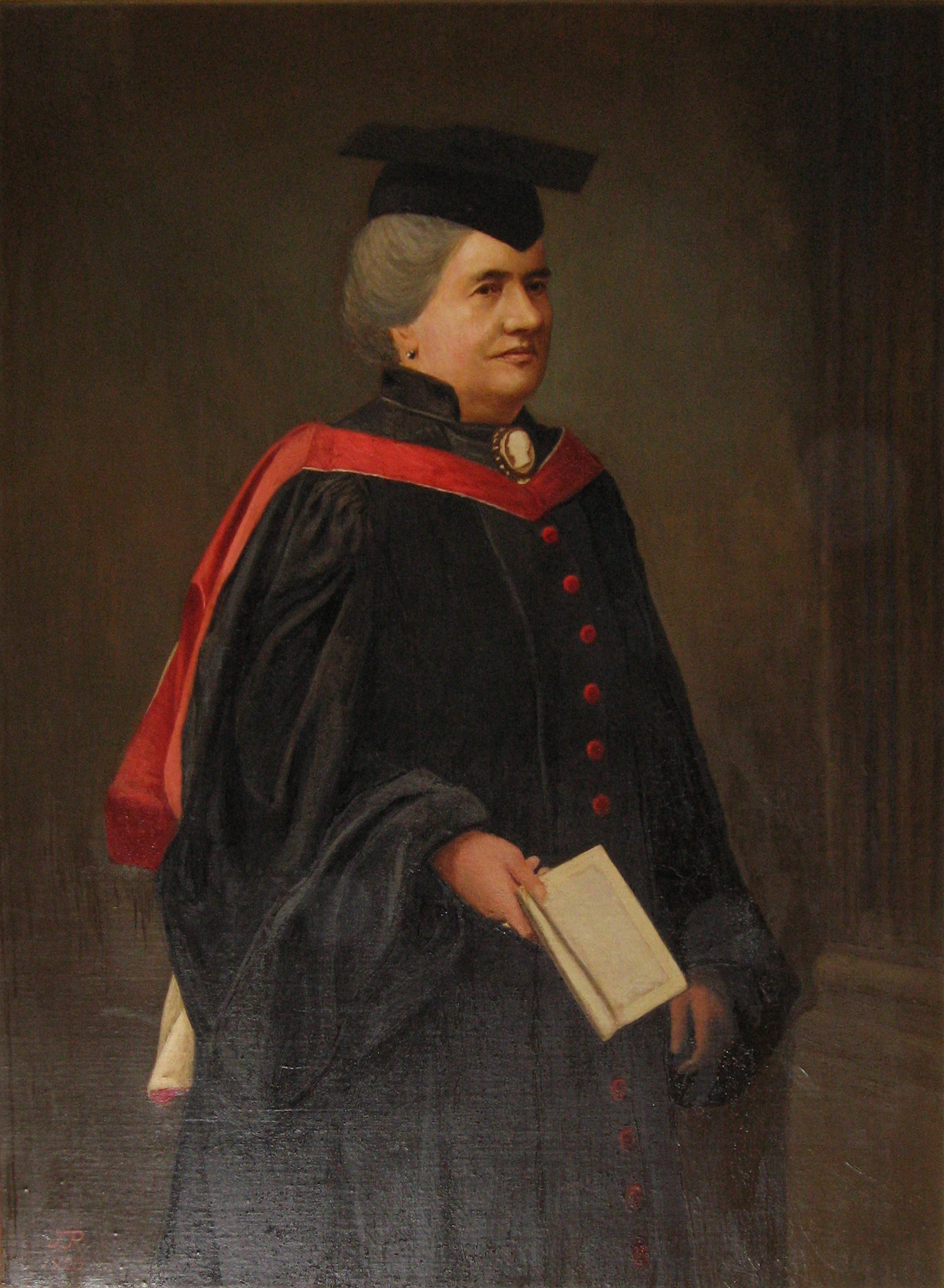
Agnes Smith Lewis

Agnes Smith Lewis (* Januar 1843 in Irvine, Ayrshire; † März 1926 in Cambridge) und ihre Zwillingsschwester Margaret Dunlop Gibson († Januar 1920 in Cambridge) waren schottische Orientalistinnen und Reisende.

## Leben
Als ihr Vater John Smith starb, erhielten Agnes und Margaret Smith ein Erbe von zweihunderttausend Pfund, reisten 1866 nach Griechenland, Palästina und Ägypten. Sie lernten neben Französisch und Deutsch, Latein und Griechisch, später auch Syrisch, Arabisch, Hebräisch und Christlich-Palästinisch-Aramäisch. Mit einem Empfehlungsschreiben von James Rendel Harris besuchten sie 1892 das Katharinenkloster auf dem Berg Sinai, wo sie Zugang zur Bibliothek erhielten und eine altsyrische Übersetzung der vier Evangelien entdeckten, die sie 1893 gemeinsam mit Robert L. Bensly, Francis C. Burkitt und J. Rendel Harris und ihren Frauen kopieren und photographieren durften.
Auf weiteren Reisen erwarben sie wertvolle und einzigartige Handschriften, darunter den Hauptteil des Codex Climaci Rescriptus, ein Martyrologium des hl. Sabbas vom Sinai und seiner Gefährten, bekannt als die „Vierzig Märtyrer vom Sinai“, ein christlich-palästinisch-aramäisches Lektionar aus dem 11. Jahrhundert, früheste Koranpalimpsestfragmente, hebräische Folienblätter des Jesus Sirach aus der Kairoer Geniza und viele weitere Handschriften und Bücher, darunter die Eberhard Nestle Bibliothek, die Agnes Smith Lewis zum Großteil für das Westminster College der United Reformed Church in Cambridge erwarb.

## Ehrungen
Agnes Smith Lewis erhielt Doktorwürden von den Universitäten Halle (1899), St. Andrews (1901), Heidelberg (1904) und Trinity College Dublin (1911). Lediglich die Universität Cambridge, wo die Schwestern lebten und an wissenschaftlichen Debatten teilhatten, verweigerte ihnen die wissenschaftliche Anerkennung. Beide wurden jedoch geehrt mit der „Triennial gold medal“ der Royal Asiatic Society, „the blue riband of oriental research“ in 1915.

## Schriften
- Eastern Pilgrims. London 1870.
- Effie Maxwell. London 1876.
- Glenmavis. London 1879.
- Catalogue of the Syriac Mss. in the Convent of S. Catharine on Mount Sinai. London 1894 (= Studia Sinaitica I).
- A Translation of the Four Gospels from the Syriac of the Sinai Palimpsest. London 1894.
- A Palestinian Syriac Lectionary. London 1897 (= Studia Sinaitica VI).
- A Story of Travel and Research from 1895 to 1897. Cambridge 1898.
- mit Margaret Dunlop Gibson: The Palestinian Syriac Lectionary of the Gospels. London 1899.
- mit Margaret Dunlop Gibson: Palestinian Syriac Texts from Palimpsest Fragments in the Taylor-Schechter Collection. London 1900.
- Select Narratives of Holy Women. London 1900 (= Studia Sinaitica X).
- Apocrypha Syriaca: the protevangelium Jacobi and transitus Mariae. London 1902 (= Studia Sinaitica XI).
- Acta mythologica apostolorum. London 1904 (= Horae Semiticae IV).
- Codex Climaci Rescriptus. London 1909 (= Horae Semiticae VIII).
- The Old Syriac Gospels: or Evangelion Da-Mepharreshê. London 1910.
- The Forty Martyrs of the Sinai Desert and the Story of Eulogios. London 1912 (= Horae Semiticae IX).